# Государство князя-примаса
Государство князя-примаса (нем. Staat des Fürstprimas, Fürstprimatischer Staat, Staat des Kurerzkanzlers) — существовавшее с 1806 по 1810 г. немецкое государство, участник Рейнского союза. Правитель — Карл Теодор фон Дальберг. Иногда так называют также государство-предшественник — княжество Ашаффенбург (1803—1806) и государство-преемник — Великое герцогство Франкфурт (1810—1813).

## История
Государство было образовано 12 июля 1806 года при подписании акта о создании Рейнского союза. Территория государства включала бывшее княжество Ашаффенбург, княжество Регенсбург, графство Вецлар (бывший имперский город) и недавно присоединенный имперский город Франкфурт.
Регент Карл Теодор фон Дальберг был князем-епископом Констанца с 17 января 1800 г., а с 25 июля 1802 г. — последним архиепископом Майнца, хотя он уже не мог находиться в занятом французами Майнце и правил в основном из своей резиденции в замке Йоханнисбург в Ашаффенбурге. В 1803 г. с принятием заключительного постановления имперской депутации Дальберг получил титул примаса Германии, поскольку Майнц окончательно перешел под власть Франции. Было решено, что этот титул, а также должности курфюрста Майнца, имперского архиканцлера и архиепископа Майнца впредь в формате личной унии всегда будут принадлежать епископу Регенсбурга, а его резиденция — располагаться в Регенсбурге. Поскольку епископ Регенсбургский Иосиф Конрад фон Шрофенберг был ещё жив, официальное назначение Дальберга было отложено до 1 февраля 1805 г., однако тот уже был примасом и имперским архиканцлером.
22 мая 1810 года государство номинально прекратило свое существование с передачей территории Регенсбурга королевству Бавария. Оставшиеся территории были включены в состав недавно созданного великого герцогства Франкфурт, к которому по настоянию императора Франции Наполеона князю-примасу в качестве компенсации за утраченные территории были также переданы княжества Ханау и Фульда.
Наряду с великим герцогством Берг и королевством Вестфалия государство князя-примаса считалась образцовыми государствами наполеоновской Германии, в которых активно проводились реформы. Однако политические обстоятельства французской оккупации Германии, наполеоновские войны и внутренние разногласия германских государств ограничивали возможности. Большинство реформ были реализованы только в государстве-преемнике — Великом герцогстве Франкфуртском.